# كيتلين فيتزجيرالد
كيتلين فيتزجيرالد (بالإنجليزية: Caitlin Fitzgerald)‏ (مواليد 1983) ممثلة ومخرجة أمريكية، ظهرت في عدة أدوار تلفزيونية وسينمائية منها دور «تيريزا» في فيلم مانهاتن رومانس (2015).

## روابط خارجية
- كيتلين فيتزجيرالد على موقع IMDb (الإنجليزية)
- كيتلين فيتزجيرالد على موقع ألو سيني (الفرنسية)
- كيتلين فيتزجيرالد على موقع أول موفي (الإنجليزية)
- كيتلين فيتزجيرالد على موقع قاعدة بيانات الأفلام السويدية (السويدية)
- كيتلين فيتزجيرالد على موقع قاعدة بيانات الفيلم (الإنجليزية)
- كيتلين فيتزجيرالد على موقع كينوبويسك (الروسية)
- روس كاري بودكاست: مقابلة كيتلين فيتزجيرالد